# Helias Putschius
Helias Putschius est un philologue allemand, né à Anvers en 1580, mort à Stade en Basse-Saxe en 1606. 

## Biographie
Helias Putschius est issu d'une famille de marchands allemands ; son père vient d'Augsbourg pour s'installer à Anvers. La famille retourne en Allemagne en 1583 à Emden, puis à Stade en 1586.
Il suit les leçons de Pierre Carpentier, puis celles de Joseph Scaliger à Leyde, se rend par la suite à Iéna, à Leipzig, se lie d’une étroite amitié, dans cette ville, avec Godefroi Jungermann, devient alors, croit-on, correcteur à l’imprimerie des Wechel et passe les dernières années de sa vie à Heidelberg, Munich, Altorf et dans d’autres villes.

## Œuvres
On doit à Putschius un recueil d’une trentaine de grammairiens anciens, intitulé Grammaticæ latinæ auctores antiqui (Hanau, 1605, 2 vol. in-4°). Cet ouvrage fut très-utile aux progrès de l’étude de la langue latine et suffit pour assurer à Putschius une réputation durable. 
On doit, en outre, à ce philologue des élégies et autres poésies latines, une édition de Salluste (Anvers, 1602), des notes aux Commentaires de César (1607).